# Porta Aurea (Costantinopoli)

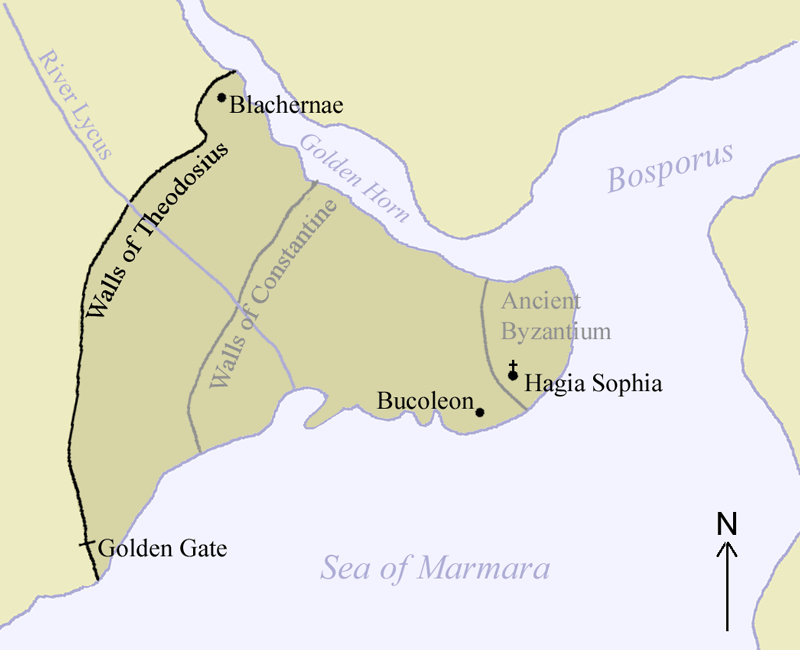
Mappa di Costantinopoli con, evidenziata, la posizione della Porta Aurea all'estremità meridionale delle mura terrestri.

La Porta Aurea o Porta d'Oro (in greco Χρυσῆ πύλη?, in latino Porta Aurea, in turco Yaldızlıkapı o Altınkapı) era la porta principale di Costantinopoli attraverso le mura terrestri, usata nel corso delle cerimonie trionfali. La affiancava una fortezza nota come Strongylon (detta anche Pentapyrgion e poi Eptapyrgion), riedificata dai Turchi col nome di Yedikule.

## La Porta

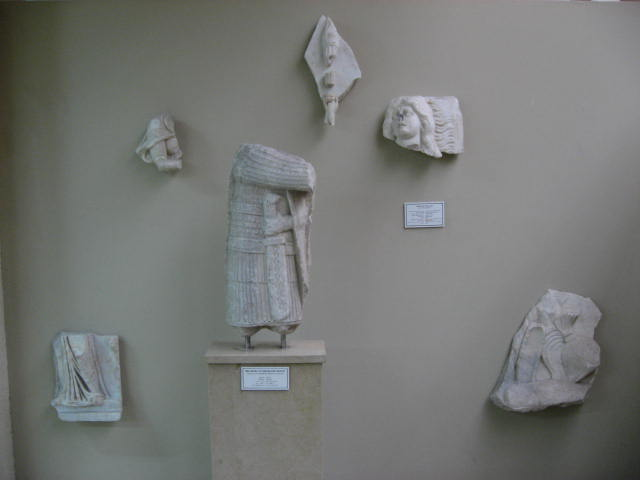
Frammenti della decorazione marmorea della Porta d'Oro.

In origine la Porta Aurea era un arco trionfale eretto nel 388, durante il regno di Teodosio I per celebrare la vittoria su Magno Massimo. L'arco si ergeva solitario, ben al di fuori delle vecchie mura costantiniane di Costantinopoli, ma all'interno dell'area di espansione della città, lungo la Via Egnazia, principale direttrice viaria. Questa, infatti, prolungandosi idealmente, attraverso la rotta Durazzo-Brindisi, nella via Appia, congiungeva le città di Costantinopoli e Roma. L'arco venne presto inglobato nella nuova cinta muraria voluta dal successore di Teodosio, Arcadio: le Mura teodosiane. All'arco di trionfo vennero così affiancate due alte torri, anch'esse di marmo.
Da qui si dipartiva la lunga via Trionfale che, attraversato il Foro di Arcadio e il Foro Boario, sfociava nella piazza triangolare del Philadelphion, ricongiungendosi con la Mese, la grande via centrale. Da qui, attraversando il Foro di Teodosio e il Foro di Costantino si giungeva al cuore della città e dell'Impero, simboleggiato dal cippo del Milion, con i complessi monumentali dell'Augustaion, del Gran Palazzo, del grande ippodromo e della basilica di Santa Sofia.
Non lontano dalla Porta Aurea sorgevano l'importante monastero di San Giovanni di Studion e la Torre di Marmo, giunzione tra le Mura teodosiane e le Mura marittime della città rivolte verso il Mar di Marmara.

### Struttura e Storia
Architettonicamente elaborata, costruita di larghi blocchi squadrati e levigati di marmo uniti insieme da malta, la porta presentava tre fornici e numerose decorazioni scultoree, il tutto coronato sulla sommità da Vittoria alata su quadriga bronzea.
Le porte erano coperte di foglia d'oro, dando il nome all'intero complesso.
Attorno alla fine del X secolo alla porta venne affiancata un'ulteriore fortificazione, il Kastellion, per la difesa dell'accesso principale alla città.
Giacché la porta rimaneva usualmente chiusa al di fuori degli usi cerimoniali, esisteva poco distante una postierla per il traffico quotidiano, detta Piccola Porta Aurea (greco: Mikra Chrysē Pylē, latino: Porta Aurea Minor, turco: Yedikule Kapısı). L'ultima occasione per l'apertura della Porta Aurea fu l'ingresso trionfale di Michele VIII Paleologo il 15 agosto 1261, dopo la riconquista di Costantinopoli e la cacciata dei Latini.
La porta venne gravemente danneggiata nel corso dell'assedio turco che decretò la fine della Costantinopoli romana. L'edificazione della fortezza Yedikule ne segnò la fine come porta urbana: inglobata nel nuovo complesso difensivo, venne murata.

## LaYedikule(Sette torri)
La prima fortezza accanto alla Porta d'Oro venne eretta durante il regno di Giovanni I Zimisce, ma l'opera venne definitivamente completata sotto Manuele I Comneno.
Nota con il nome di Strongylon, essa si componeva di cinque torri e per questo era nota anche come Pentapyrgion.
Distrutta dopo la conquista di Costantinopoli nel corso della Quarta crociata (1204) e riedificata solo nel 1350 da Giovanni VI Cantacuzeno, il castello si presentava in quest'epoca composto di cinque torrioni ottagonali, connessi con le due torri difensive della Porta Aurea, con cui venne a costituire un unico complesso. Il nuovo aspetto di fortezza a sette torri la rese nota anche come Eptapyrgion.
Già nel 1391, però, il forte venne raso al suolo per ordine dell'imperatore Giovanni V Paleologo, che in cambio ottenne di non vedere accecato il figlio Manuele II Paleologo, prigioniero del sultano ottomano Bayezid I.
Giovanni VIII tentò di riedificare la fortezza nel 1434, ma venne trattenuto dalle minacce del nuovo sultano Murad II.
Dopo la caduta di Costantinopoli e la conquista da parte di Maometto II, questi provvide nel 1497 a riedificare la fortezza delle sette torri, che prese il nome turco di Yedikule.
I Sultani dell'Impero ottomano la utilizzarono per un certo periodo come tesoreria, a partire dal regno di Murad III, poi come prigione per i prigionieri politici, come già una delle torri era stata in periodo bizantino. In particolare vi finivano confinati gli ambasciatori dei paesi in guerra con la Porta. Osman II fu il primo sultano ad essere detronizzato e subì l'esecuzione capitale all'interno della fortezza, dopo esservi stato tenuto prigioniero dai Giannizzeri, nel 1622.
Durante le guerre napoleoniche vi vennero rinchiusi numerosi prigionieri francesi, incluso lo scrittore e diplomatico François Pouqueville, che vi venne trattenuto dal 1799 al 1801, descrivendo poi nei suoi scritti con cura le condizioni della fortezza.
L'uso come prigione terminò nel 1831, dopodiché la Yedikule venne restaurata e trasformata in museo nel 1959.

## La vecchia Porta Aurea

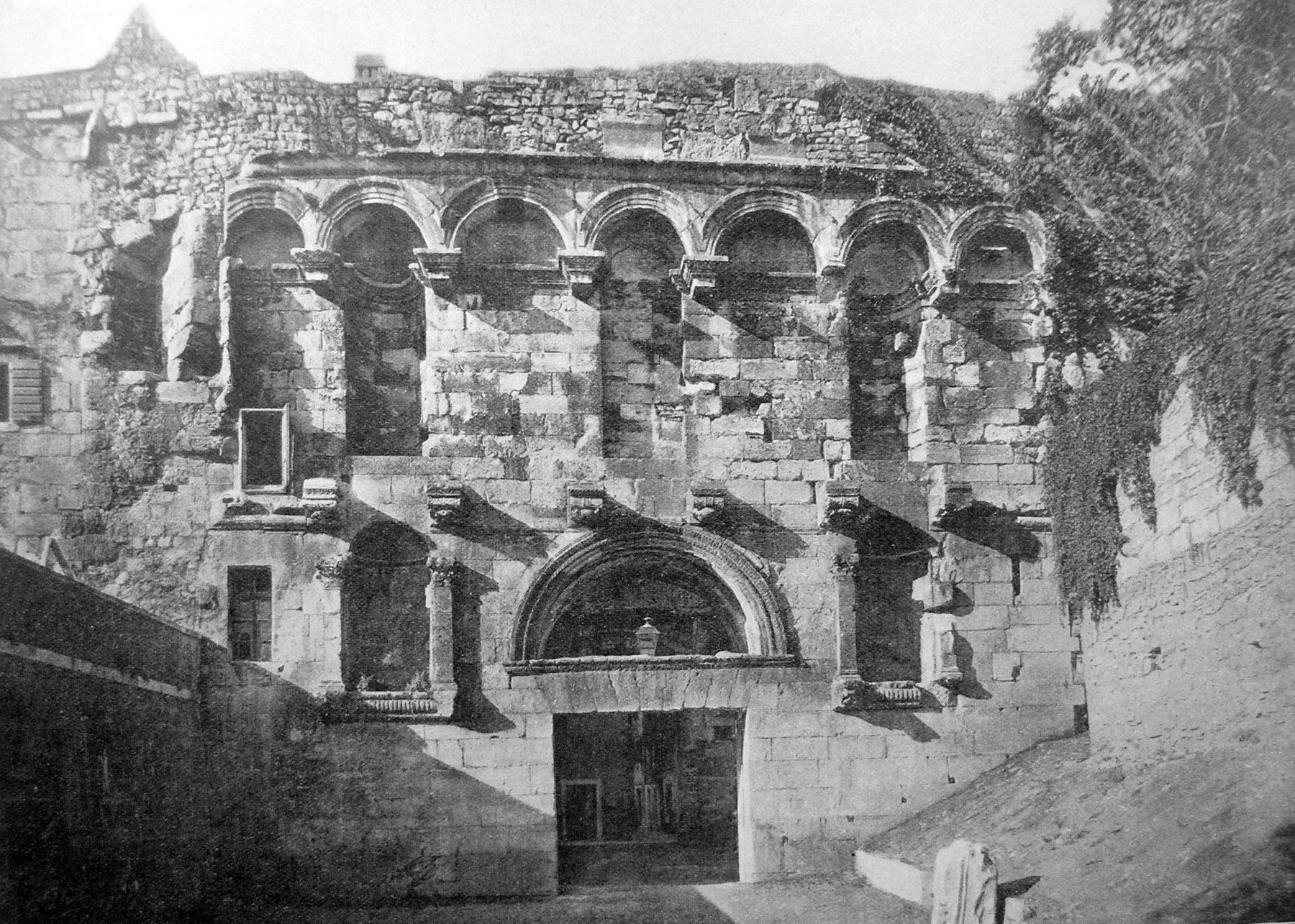
La Porta Aurea del Palazzo di Diocleziano a Spalato, simile, nella struttura, alla vecchia Porta Aurea di Costantinopoli.

Nelle vecchie mura costantiniane già la porta principale si apriva sulla stessa direttrice della via Trionfale-via Egnazia su cui venne eretto l'arco di Teodosio, poi divenuto Porta Aurea. La vecchia porta principale, sopravvissuta al rapido declino del resto delle mura costantiniane, divenne nota col nome di vecchia Porta Aurea. Nella tarda età bizantina venne utilizzata con funzioni di cappella funeraria, sopravvivendo sino all'epoca ottomana e finendo per essere distrutta durante il terremoto che colpì Istanbul nel 1509.
Tale porta, nota anche come Hexakionion, cioè "sei colonne", sembra avesse un'architettura similare alla Porta Aurea del Palazzo di Diocleziano, a Spalato, decorata sul lato esterno da sei colonne intervallate da nicchioni.